# Elapsoidea broadleyi
Elapsoidea broadleyi är en ormart som beskrevs av Jakobsen 1997. Elapsoidea broadleyi ingår i släktet Elapsoidea och familjen giftsnokar. Inga underarter finns listade i Catalogue of Life.
Arten förekommer endemisk i södra Somalia. Honor lägger ägg.